# مصطفی بکری (بازیکن واترپلو)
مصطفی بکری (انگلیسی: Moustafa Bakri؛ زادهٔ ۱۹۳۹) بازیکن واترپلو اهل مصر بود.